# Willy Willems
Willy Willems (Bruges, 17 novembre 1963) è un ex ciclista su strada belga, professionista dal 1988 al 1997, ottenne un terzo posto alla Gullegem Koerse del 1994.

## Carriera
Nel suo primo anno da professionista, ha vinto una tappa alla Vuelta a Los Valles Mineros. vinse inoltre Gran Premio Guglielmo Tell vinse tre tappe, e il Giro di Sarthe, in Francia.

## Palmarès
- 1988

4a tappa Vuelta a Los Valles Mineros
- 1992

4a tappa Gran Premio Guglielmo Tell
5a tappa Gran Premio Guglielmo Tell
- 1993

3a tappa Tour de la Sarthe